# Große Schüttinsel

Lage der Großen Schüttinsel in der Slowakei

Die Große Schüttinsel (slowakisch Žitný ostrov, früher Čalokez, deutsch auch Große Schütt, ungarisch Csallóköz) ist eine Flussinsel (bzw. Flussinselgruppe) zwischen der Donau, der Kleinen Donau (Malý Dunaj) und der Waag (Váh) auf der linken Flussseite des Hauptstromes im Südwesten der Slowakei. Sie liegt in dem Donautiefland der Slowakei.
Auf einer Länge von 84 km und mit einer Breite von 15 bis 30 km bildet die Donau hier ein Geflecht von zahlreichen Mäandern und Seitenarmen, darunter auch die Kleine Donau. Zwischen den Flussarmen liegen ca. 500 Inseln und Inselchen.
Die Große Schüttinsel beginnt bei Bratislava bei Stromkilometer 1865 und erstreckt sich über eine Fläche von 1.885,19 km2. Wenn sie als eine einzige Insel betrachtet wird, ist sie die größte Flussinsel Europas.
Die Große Schüttinsel befindet sich im Gegensatz zur Kleinen Schüttinsel ausschließlich auf slowakischem Staatsgebiet und gehört verwaltungstechnisch größtenteils zum Okres Dunajská Streda im Trnavský kraj im Zentrum und Westen und zum Okres Komárno im Nitriansky kraj im Osten. Teile von Bratislavský kraj (Okres Senec und Okres Bratislava II) liegen im äußersten Westen der Insel.
Die wichtigsten Städte der Großen Schüttinsel sind Komárno, Dunajská Streda und Šamorín. Dazu erstreckt sich ein Teil der Hauptstadt Bratislava auf der Insel. Unter den Einwohnern des Gebiets gibt es eine bedeutende ungarische Minderheit. Das Gebiet wird hauptsächlich landwirtschaftlich und zur Gewinnung von Trinkwasser genutzt. Wörtlich ins Deutsche übertragen bedeutet der slowakische Name „Roggeninsel“.

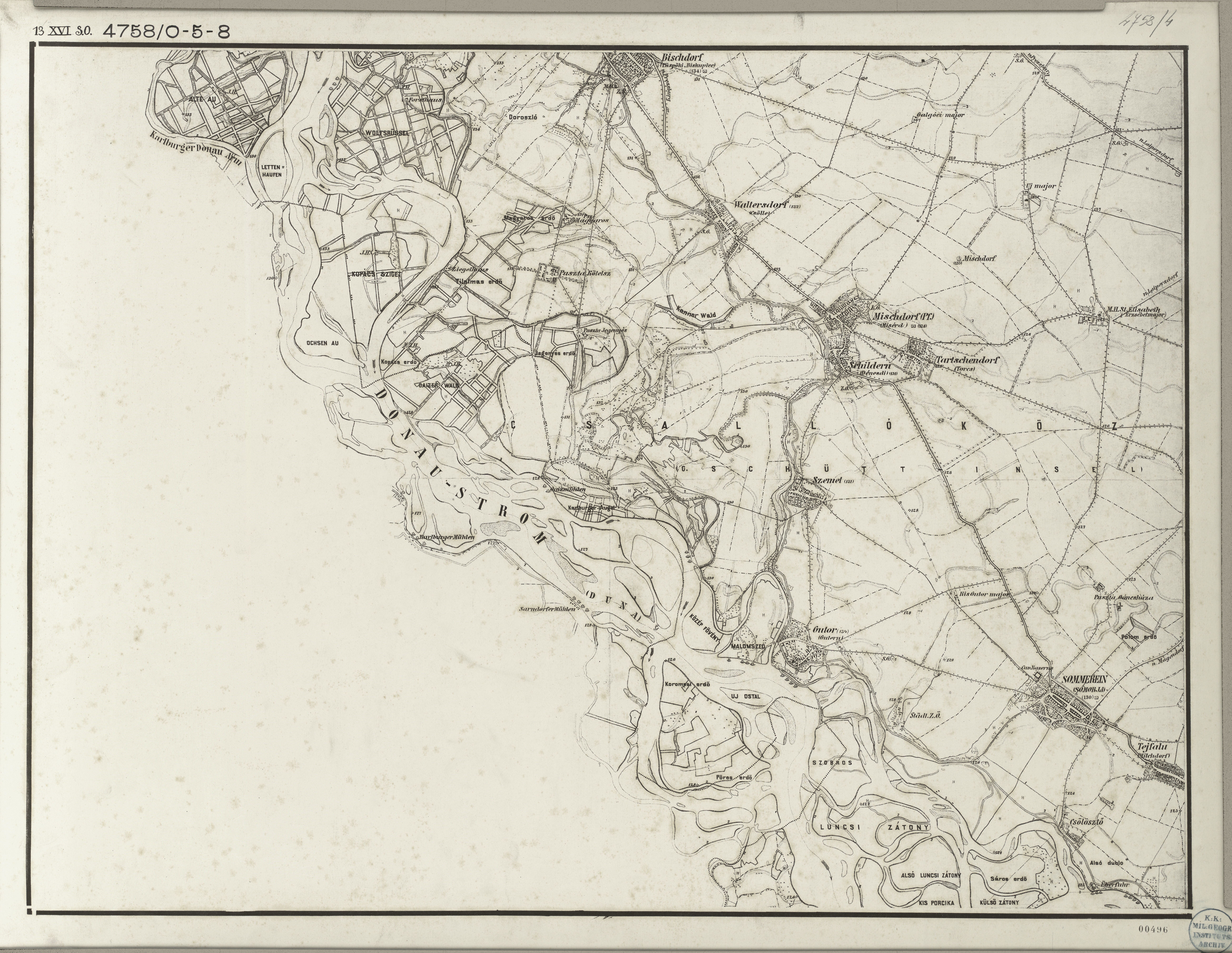
Der Nordwesten der Großen Schüttinsel mit Sommerein, um 1883 (Aufnahmeblatt der Landesaufnahme)

## Geologie

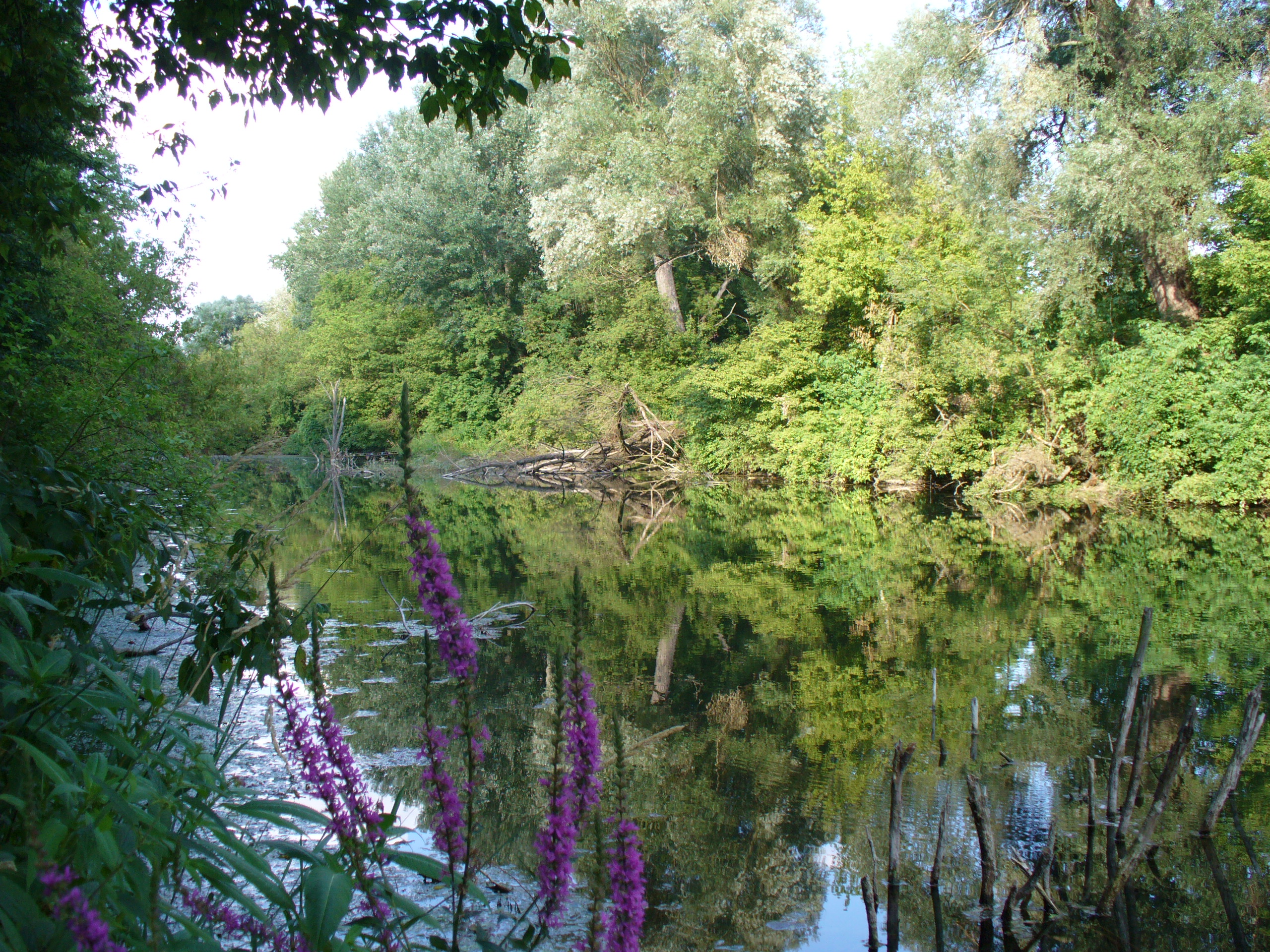
Die Donauauen nahe Bratislava

Nicht nur flächenmäßig ist die Schüttinsel bemerkenswert. Die Schüttinsel, die großteils in der Donauebene (slowakisch Podunajská rovina) liegt, hat auch einen der größten Grundwasserspeicher Europas, da die nacheiszeitlichen Ablagerungen speziell nördlich von Gabčíkovo eine Tiefe von bis zu 500 Meter erreichen. Aus diesem Grund ist die Insel bereits seit 1978 Wasserschutzgebiet.

## Zum Namen
Die Insel trug vor allem im Ungarischen in der Vergangenheit diverse Namen (Aranykert, „Goldgarten“ (1837), Komáromi sziget „Komorner Insel“ (1911) u. ä.), der heutige deutsche Name ist spätestens seit dem 16. Jahrhundert nachgewiesen. Der heutige slowakische Name ist eine Neubildung von 1919, die eine phonetische Anpassung des deutschen Namens ist, eine phono-semantische Angleichung (bei der die Tatsache ausgenutzt wurde, dass žitný auch ein Adjektiv zum slowakischen Wort für Roggen ist).
Es ist zu beachten, dass (von einem unbekannten Zeitpunkt) bis zum 16. Jahrhundert die heutige Kleine Donau den Hauptfluss der Donau bildete, so dass die heutigen durch die heutige Donau getrennten Inseln Große Schüttinsel und Kleine Schüttinsel eine einzige als Schüttinsel bekannte Insel bildeten.

## Deutsche Sprachinsel
In acht Ortschaften auf der Schüttinsel wurde bis 1945 deutsch gesprochen. Der bekannteste dieser Orte ist Prievoz, früher Oberufer, heute Ortsteil von Bratislava.

## Pipelinepläne
Widerstand regte sich, als bekannt wurde, dass zwei Erdölgesellschaften, die slowakische Slovnaft sowie die österreichische OMV, eine Verbindungspipeline mit einer Länge von 60 km über die Schüttinsel verlegen wollen. Mit dieser Leitung soll die OMV an das russische Ölnetz angebunden werden. Gegner sehen dabei die Wasserreserven, mit denen Bratislava versorgt wird, in Gefahr. Mehrmals wurde der Baubeginn verzögert. Ursprünglich sollte die Leitung bereits 2006 gebaut werden. Einen Höhepunkt erlebte der Streit Anfang des Jahres 2010 im beginnenden Wahlkampf in der Slowakei, da die slowakische Regierung Ansuchen blockiert, sodass auch die Fertigstellung 2012 nicht sicher war. Während die OMV ihre Leitung bereits über Kittsee verlaufend plante, wollten Gegner der Leitung eine Trassenführung nördlich der Donau erreichen, die aber andererseits durch den Nationalpark Donau-Auen verlaufen würde und daher in Österreich Widerstand hervorrufen würde.
Bewegung kam in das Projekt mit der nächsten Regierung im Jahr 2011, die auf Grund der anhaltenden Proteste die Trasse änderte.